# Honuba Şıxlar
Honuba Şıxlar är en ort i Azerbajdzjan.   Den ligger i distriktet Jardymly, i den södra delen av landet, 200 km sydväst om huvudstaden Baku. Honuba Şıxlar ligger 735 meter över havet och antalet invånare är 458.
Terrängen runt Honuba Şıxlar är kuperad, och sluttar österut. Närmaste större samhälle är Arkewan, 19,6 km öster om Honuba Şıxlar. 
Omgivningarna runt Honuba Şıxlar är en mosaik av jordbruksmark och naturlig växtlighet. Runt Honuba Şıxlar är det ganska tätbefolkat, med 67 invånare per kvadratkilometer.